# Második ágfalvi összecsapás
A második ágfalvi összecsapás a nyugat-magyarországi felkelés fontos ütközete volt 1921. szeptember 8-án, amelyben a Rongyos Gárda sikerrel futamította meg a Sopron elfoglalására küldött, négyszeres túlerőben lévő osztrák csendőröket. Ezután ők nem tettek több kísérletet a terület megszállására, így az összecsapás nagymértékben hozzájárult a soproni népszavazás kiírásához.
Bár az eseményt szokás csataként is emlegetni, hadászati szempontból nem nevezhető valós ütközetnek, hanem nagyobb fegyveres összecsapásnak, mivel egyrészt nem katonai alakulatok, hanem rendőri erők csaptak össze gerillákkal, s mindkét fél egészen más taktikákat alkalmazott. Még a Budapesti Hírlap 1921. szeptember 9-i száma is, amely címlapcikkben foglalkozott az eseménnyel is hasonlóképp hivatkozik rá: a cikk címe Az ágfalvi összeütközés. Az osztrák csendőrök nem rendelkeztek katonai képzettséggel, fellépésük inkább hasonlított szokványos tömegoszlatáshoz, mellyel szemben a rongyosok komolyabb harci akcióval vették fel a küzdelmet, közöttük sok katonai tapasztalatokkal bíró veterán is volt ráadásul.

## Előzmények
Ausztria államtanácsa néprajzi okokra hivatkozva 1918. november 17-én bejelentette igényét Őrvidékre, amelyet a saint-germaini békeszerződés nekik is ítélt, majd a trianoni békeszerződés is megerősítette. A háborút szintén vesztesként befejező Ausztria területgyarapodása Magyarország kárára sokakat felháborított, akik közül többen csatlakoztak a Bethlen-kormány által titokban támogatott irreguláris Rongyos Gárdához. Az 1921. augusztus 28-i első ágfalvi összecsapás során a benyomuló osztrák csendőrséget sikeresen megállították, és Robert Davyt, Burgenland kormánybiztosát is elfogták. Ágfalván ekkor 450 osztrák csendőr állomásozott, és szeptember 7-én azzal a tervvel álltak elő, hogy a kutakat elfoglalva kényszerítik ki Sopron átadását.
A főleg Selmecbányáról Sopronba menekült diákokból álló irreguláris egység, amelynek tagjai között szombathelyi vasutasok és bosnyák katonák is találhatóak voltak, a 48-as laktanyában gyülekeztek, civil ruhában. Körülbelül 110 fő gyűlt itt össze, egyelőre fegyver nélkül, azt ugyanis éjszaka adták át nekik Ostenburg-Moravek Gyula őrnagy magyar csendőrei. A felkelőket Maderspach Viktor tartalékos huszárszázados, Gebhardt Pál százados és Székely Elemér tartalékos tüzérhadnagy vezették. A csapatnak csupán egyetlen Schwarzlose géppuskája volt, amelynek cipelését két bosnyákra bízták. 7-én éjszaka közösen indultak meg alig ismert erdei ösvényeken keresztül a Liget-patakhoz, ám fényeket nem használhattak, ez ugyanis elárulta volna őket az osztrákoknak. Ezért egymásba kapaszkodva vonultak végig az erdőn, míg a géppuskát cipelőket az övükre csatolt szíjjal vezették. A haladásban segítségükre volt Ágfalva toronyórája is, amely minden negyedórát jelzett. Megérkezésük után átvették a Mannlicher puskákat Ostenburg csendőreitől, majd három rajra osztották fel magukat.

## A harc

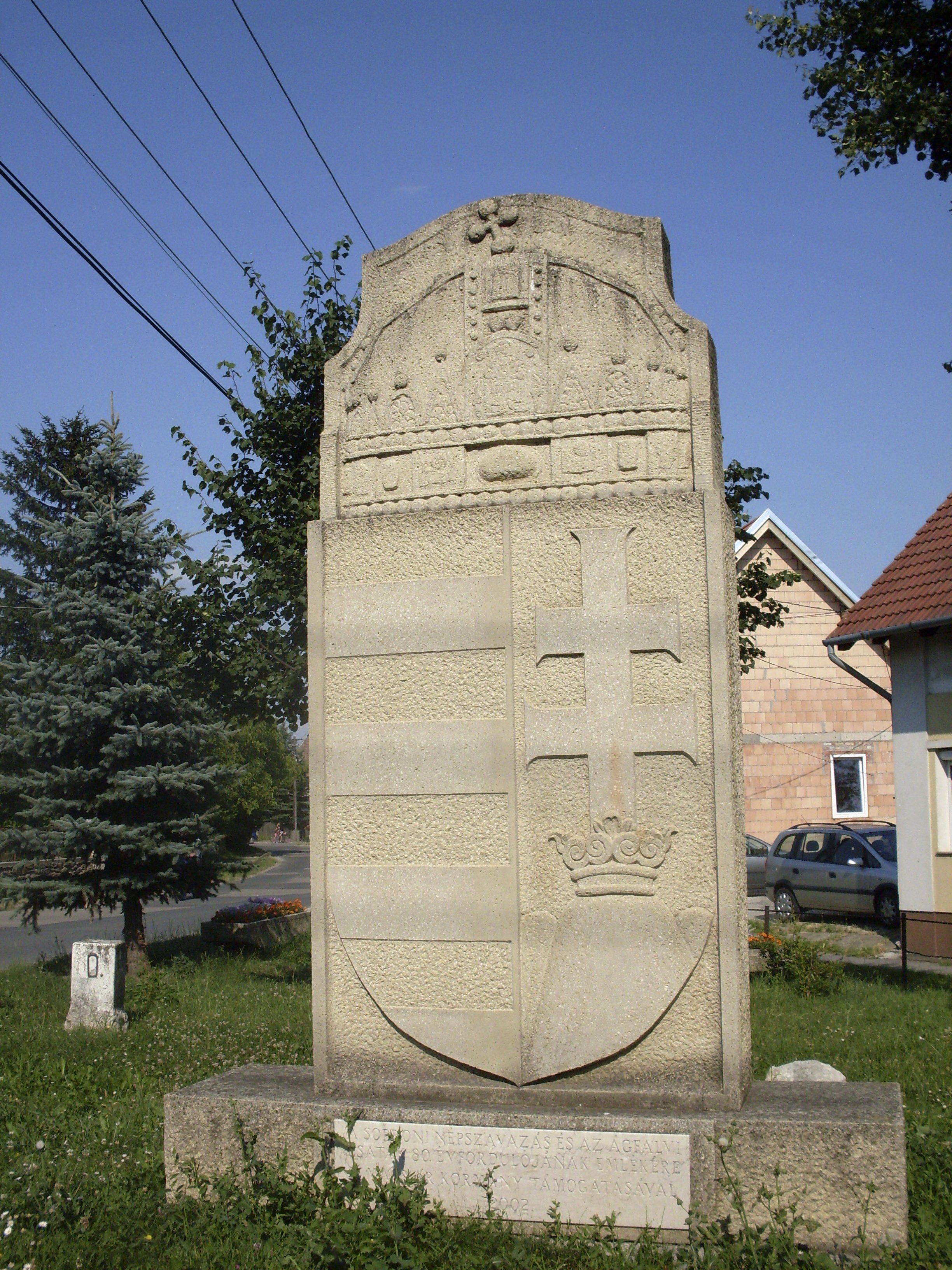
Az Ágfalván 1921-ben megtartott és Magyarországhoz való tartozás javára eldőlő népszavazás emlékműve.

Szeptember 8-án hajnali háromnegyed ötkor a két főiskolás raj az ágfalvi erdő és a brennbergi vasút között indult előre, míg a harmadik egység a falu alsó részén kezdte meg az előrenyomulást a település felé. Az osztrákok azonban észrevették a támadásra készülő magyarokat, és a falu északi részén lévő nagymartoni vasúti töltés mögül tüzet nyitottak rájuk. Az osztrák csendőröknek négyszeres túlerejükön felül hat géppuskájuk is volt, ennek ellenére a felkelők így is bejutottak Ágfalvára az evangélikus templom fedezékébe. Azonban az iskolaépületből ismét erős tűz alá vették őket, és emiatt kénytelenek voltak visszavonulni, majd csatlakozni a brennbergi úton közeledő felkelőkhöz. 
A felkelők a Kirschknopf vendéglő irányából sikeresen hátba támadták az osztrák csendőröket, akik a vasúti töltés mögé húzódtak vissza. A 3. raj ekkor oldalba támadta a bakterházat védő ellenséget, és sikerrel verte vissza az osztrákok szuronyrohamát. Az osztrákok ezután készenlétben tartott vasúti szerelvényükön menekültek el Ausztria felé. A csata mintegy 4 óráig tartott, amelyben a felkelők öt rohamot indítottak a túlerőben lévő ellenség ellen. Eközben mindkét fél szenvedett el veszteségeket. Magyar részről elesett Machatsek Gyula erdőmérnök-hallgató, tartalékos hadapródőrmester; Szechányi Elemér bányamérnök-hallgató, tartalékos alhadnagy;  és Pehm Ferenc pénzügyi tisztviselő, önkéntes. Ezen kívül heten súlyosan, többen pedig könnyebben sebesültek meg. Osztrák részről két halott, Arnold Mosch és Karl Heger járőrvezetők nevei ismertek, a csata után az ő holttestüket találták meg a faluban. A korabeli magyar források 15–30 fő közé teszik az osztrákok tényleges veszteségét. A három magyar halottat most szeptember 10-én temették el a Szent Mihály temetőben.
A győzelemhez hozzájárult, hogy a felkelők között voltak veterán, hadi tapasztalatokkal rendelkező katonák. A csendőrségnek nem volt komolyabb katonai képzettsége és a Rongyosok által előszeretettel használt gerillataktikával szemben sem tudták felvenni a harcot.

## Következmények
A csata eredményeképpen az osztrákok a Trianon előtti határra vonták vissza erőiket, ám szeptember közepétől így is állandósultak a kisebb összecsapások és a járőrharcok az osztrákoknak ítélt területen. Nagyobb szabású akciót azonban nem szerveztek a terület ellenőrzés alá vonása érdekében. A területen október 4-én kikiáltották a rövid életű Lajtabánságot, amelynek célja az volt, hogy ne tudják átadni Őrvidéket az osztrákoknak. Október 11–12-én megindultak a magyar–osztrák tárgyalások olasz közvetítéssel Velencében, amelyben megegyeztek a soproni népszavazás kiírásában. Ez azzal az eredménnyel zárult, hogy Sopron és a környező települések (mint például Ágfalva) Magyarország részei maradtak. A második ágfalvai összecsapásnak nagy szerepe volt abban, hogy ezt az eredményt sikerült elérni, és a népszavazástól korábban elzárkózó Johann Schober osztrák kancellár végül hajlandó volt engedményeket tenni.